# Ilinčica
Ilinčica je brdo kod Tuzle.
Smještena je dva kilometra južno od središta Tuzle. Nalazi se na 420 metara nadmorske visine tj. 200 metara relativne visine, iznad središta grada Tuzle. Omiljeno je tuzlansko izletište. Mnogo je pješačkih staza. Floru obilježava četinarska i listopadna šuma koja ju prekriva, bogatstvo biljnih vrsta. S južne strane je kanjon. S južne i jugoistočne strane Ilinčice u dužini od dva 2 km i širini od 3 km nalazi se selo Orašje. Najviši vrh visok je 452 metra. Ilinčicu sa sjeverne strane okružuju Krojčica, Crvene Njive, Mosnik, Brdo, Goli brijeg, Medenice, Vrapče i Zlokovac.
Godine 1878. bila je važnom točkom bitke kod Tuzle. Kad su carske snage prvi put stigle pred Tuzlu, vođa muslimanskih koji su se opirali austro-ugarskom zaposjedanju muftija Taslidžak na Ilinčici je dao postaviti top odakle je 9. kolovoza zapovijedio paljbu po austro-ugarskim snagama.
Spada u prirodnu baštinu ruralnog dijela općine Tuzle. Pod zaštitom je države. Zaštićena je kao zaštićeni krajobraz. Zanimljiva geološka karakteristika Ilinčice je što je na pojedinim mjestima dominantan pijesak u kojem se može naći ne tako mali broj fosila školjaka.
Od Ilinčice se planira napraviti rekreacijsko područje i park šumu, u kojoj bi se nalazio arbotetum, paulovnija, ostale zelene površine (šume, livade), ograđeno mjesto za roštiljanje, etno selo, športski tereni, bungalovi, ugostiteljski objekti (motel, gl. objekt s recepcijom, caffe bar, restoran), servisne prostorije (toaleti, garderobe i ostave), izletničko-rekreacijska zona, umjetna stijena za penjanje, pješačke staze i platoi (rizla, pijesak, zemlja), ograđeni rezervat za autohtone životinje i dr. Pružao bi se uz lokalni put Krojčica - Ilinčica.
Na Ilinčici je predajnik FTV-a (711,25 MHz, kanal 51).

## Vanjske poveznice
- Facebook Ilinčica - Tuzlansko izletište